# Bouvardia glabra
Bouvardia glabra là một loài thực vật có hoa trong họ Thiến thảo. Loài này được Polák mô tả khoa học đầu tiên năm 1877.